# Мардансина
Мардансина (также пишется как Мардан Сина) был иранским дворянином из дома Мехранов — он был сыном Бахрама Гушнаспа и, следовательно, братом видного сасанидского военачальника Бахрама Чубина, которому удалось ненадолго свергнуть сасанидского царя в 590–591 гг., но в конце концов был побеждён и убит. После этого Мардансина стал новым лидером повстанческого движения Бахрама Чубина, а позже принял участие в восстании Вистахма (591–596 или 594/5–600).